# Guerras de la Liga de Delos
Las Guerras de la Liga Delos también conocida como la Tercera guerra médica (477–449 a. C. fueron una serie de campañas libradas entre la Liga de Delos de la Atenas y sus aliados (y posteriores súbditos), y el Imperio aqueménida de la Persia antigua. Estos conflictos representan una continuación de las guerras médicas, tras la Revuelta Jónica y las primera y segunda invasiones persas de Grecia.
La alianza griega, centrada en Esparta y Atenas, que había derrotado a la segunda invasión persa, había seguido inicialmente este éxito capturando las guarniciones persas de Sestos y Bizancio, ambas en Tracia, en 479 y 478 a. C. respectivamente. Tras la toma de Bizancio, los espartanos decidieron no continuar con el esfuerzo bélico y se formó una nueva alianza, comúnmente conocida como la Liga de Delos, en la que Atenas era la potencia dominante. Durante los 30 años siguientes, Atenas asumiría gradualmente una posición más hegemónica sobre la liga, que fue evolucionando hasta convertirse en el Imperio ateniense.
A lo largo de la década de 470 a. C., la Liga de Delos hizo campaña en Tracia y el Egeo para expulsar a las guarniciones persas que quedaban en la región, principalmente bajo el mando del político ateniense Cimón. A principios de la década siguiente, Cimón comenzó a hacer campaña en Asia Menor, tratando de fortalecer la posición griega allí. En la Batalla del Eurimedonte en Panfilia, los atenienses y la flota aliada lograron una asombrosa doble victoria, destruyendo una flota persa y desembarcando después la infantería de marina de los trirremes para atacar y derrotar al ejército aqueménida. Tras esta batalla, los persas adoptaron un papel esencialmente pasivo en el conflicto, ansiosos por no arriesgarse a la batalla siempre que fuera posible.
Hacia finales de la década de 460 a. C., los atenienses tomaron la ambiciosa decisión de apoyar una revuelta en la satrapía egipcia del Imperio aqueménida. Aunque la fuerza griega logró un éxito inicial, no pudo capturar la guarnición persa en Menfis, a pesar de un asedio de tres años. Los persas contraatacaron y la fuerza ateniense fue asediada durante 18 meses, antes de ser aniquilada. Este desastre, unido a la primera guerra del Peloponeso, disuadió a los atenienses de reanudar el conflicto con Persia. En el 451 a. C., se acordó una tregua en Grecia y Cimón pudo dirigir una expedición a Chipre. Sin embargo, mientras sitiaba Citio Cimón murió, y las fuerzas atenienses decidieron retirarse, obteniendo otra doble victoria en la batalla de Salamina en Chipre. Esta campaña marcó el fin de las hostilidades entre la Liga de Delos y Peel Imperio aqueménida, y algunos historiadores antiguos afirman que se acordó un tratado de paz, la Paz de Calias, para cimentar el final definitivo de las guerras greco-persas.

#### Batalla del Eurimedonte

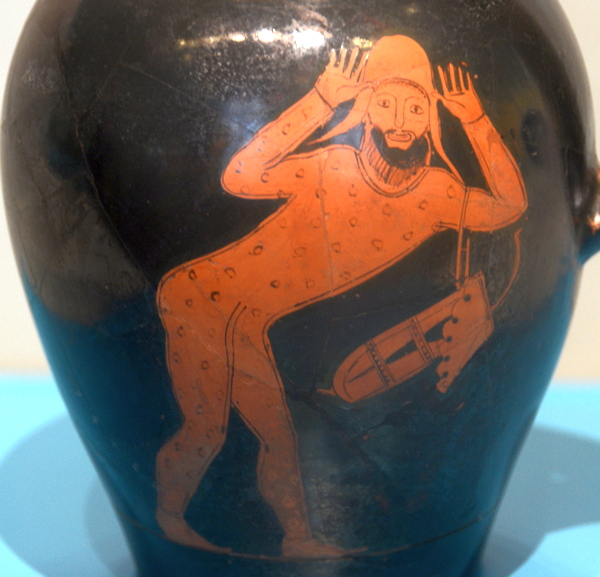
Arquero persa en el enócoe de Eurimedonte, fabricado hacia el 460 a. C. En el reverso hay un guerrero griego itifálico desnudo. Una inscripción en el vaso dice ειμ[í] κυβα[---] έστεκα «Soy Eurimedonte, estoy inclinado hacia adelante», en probable referencia a la derrota y humillación persa en la batalla del Eurimedonte.